# جو برنل
جو برنل (انگلیسی: Joe Burnell؛ زادهٔ ۱۰ اکتبر ۱۹۸۰) بازیکن فوتبال اهل بریتانیا است.
از باشگاه‌هایی که در آن بازی کرده‌است می‌توان به باشگاه فوتبال بث سیتی، باشگاه فوتبال آکسفورد یونایتد، باشگاه فوتبال اکستر سیتی، باشگاه فوتبال بریستول سیتی، باشگاه فوتبال نورث‌همپتون تاون، و باشگاه فوتبال وایکام واندررز اشاره کرد.